# Hurbig
Der Hurbig ist ein Hügel im unteren Kantonsteil des Kantons Schaffhausen in der Schweiz. Er ist 546 m ü. M. hoch und thront über dem Dorf Buchberg.  An der nordöstlichen Flanke liegt am Hochrhein das Dorf Rüdlingen.
Obwohl der Hurbig nur 546 m ü. M. hoch ist, ist seine durch die Bewaldung markante eckige Form von weither erkennbar.